# Beatriz Rente
Beatriz Emília Rente (Portalegre, 22 de janeiro de 1858 — Lisboa, 17 de abril de 1907), foi uma atriz de teatro portuguesa.

## Biografia
Beatriz Rente nasceu na freguesia da Sé de Portalegre, a 22 de janeiro de 1858, filha de Joaquim Manuel Paes Rente e de Joaquina Rita Duarte, naturais da mesma freguesia. O pai, modesto alfaiate e amador da Arte Dramática distinto, deixou-lhe apenas a herança do amor ao Teatro, por ter falecido quando a filha tinha apenas dois anos e meio. Tinha quatro irmãos, que ficaram aos cuidados da mãe, que tinha poucas capacidades. Em 1861, estava num asilo para a infância desvalida, na companhia da tia materna, Rita da Piedade Duarte, que ali trabalhava como regente.

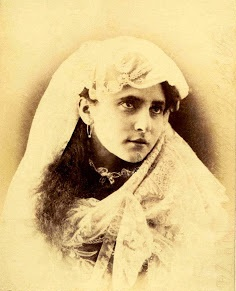
Retrato fotográfico de Beatriz Rente em personagem (Perfis Artísticos, n.º7, 1881).

Com apenas 12 anos foi iniciada no teatro pelo empresário, médico, músico e escritor José da Costa e Silva Júnior, representando com os curiosos da terra e agradando sempre, principalmente no papel de mendiga do drama sacro A Rainha Santa Isabel, no Teatro Portalegrense. Ainda não tinha 15 anos quando veio para Lisboa com a mãe, acolhendo-se na proteção da sua madrinha e conterrânea, a atriz Emília Adelaide e pelo diretor do Teatro da Trindade, Francisco Palha, que lhe atribuiu um pequeno papel na comédia O escalda favais, estreada a 30 de outubro de 1872. Foi-lhe então obtida uma modesta escritura no Teatro Nacional D. Maria II, onde se estreou profissionalmente em novembro de 1874 na comédia Quem empresta não melhora, tendo o seu desempenho agradado bastante o público. Por ser nova, formosa e apresentar, ainda tímido, mas algum talento, foram-lhe distribuindo vários papeis. Salientou-se no papel de "senhora de Santis" da comédia Le Demi-Monde, de Dumas Filho e no papel de "Martinha" de As Sabichonas, traduzido do original Les Femmes savantes de Molière, por Ernesto Biester.
Contraiu matrimónio com apenas 16 anos, a 14 de abril de 1874, na Igreja de Nossa Senhora do Socorro, em Lisboa, com Eduardo Augusto Henriques Franco, repórter do Diário de Notícias, de 23 anos, natural de Lisboa, de quem mais tarde se irá separar, sem deixar descendência. Foi, no entanto, companheira, duranto muitos anos, de um ourives de nome Eloy.
Permaneceu no D. Maria II até 1877, ano em que passou para o Teatro Gymnasio com o grande mestre José Carlos dos Santos, ocupando sempre os primeiros papeis, conservando-se nessa casa de espetáculos durante longos anos, na Empresa Santos & Pinto.
Fez excursões artísticas ao Porto e Províncias, sempre muito aplaudida. Em 1883, representou no Brasil, onde fez sucesso em Princesa George, de Dumas Filho, e foi posteriormente a Madrid e Barcelona, integrada na companhia artística do D. Maria II. De entre as festas artísticas, sempre muito concorridas, salientam-se as de 1884, com a primeira representação de Um marido experiente, tradução de Gervásio Lobato, a comédia Divorciemo-nos, de Victorien Sardou, tradução de Pinheiro Chagas, e Noviciado Conjugal, em 1893, de que ficou a notícia de vários e valiosos presentes – objetos de prata, joias em ouro, caixas, um chapéu, lenços para o pescoço, meias de fio da Escócia, almofada da Índia, guarda-joias de cristal, outro em cristal e jaspe, três frascos de água de colónia, doces, como pudim gelado, fios de ovos, vinho velho do Douro, etc. 

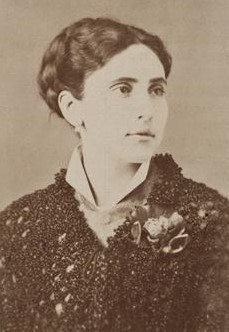
Retrato fotográfico de Beatriz Rente (Arquivo de Documentação Fotográfica, Alfred Fillon, 1876).

Em 1900 deixou o Gymnasio e foi para o Teatro da Rua dos Condes, onde se mantém até 1902, representando comédia, drama e opereta na companhia artística do Actor Vale. A 29 de maio de 1902 regressa ao D. Maria II como societária e classificada como atriz de primeira classe, sendo, no entanto, nesta época que começa a decadência da sua saúde mental, apresentando sintomas de melancolia, alegadamente, motivados pela maneira como foi tratada por alguns colegas de profissão aquando do seu regresso ao D. Maria II, que, associado ao agravamento de uma doença do fígado, contribuíram para um decréscimo da sua prestação e prestígio.
Do seu longo repertório de 35 anos de carreira destacam-se as suas participações noutras peças: Jucunda, No dia do casamento, O filho do meu amigo, Toupinel que Deus haja, Fogo de vistas, Diana de Lys, As filhas do sr. Dupont, Ciúme, Pai Pródigo, Gualdina, As alegrias do lar, O dente do maçarico, Os noivos da Morgadinha, As noivas de Eneas, Em boa hora o diga, O filho de Carolina, O dente do maçarico, Nicles!, Ao telefone, Escola antiga, Um serão nas Laranjeiras, Casamento de conveniência, Os namoradores, Emancipação da mulher, Rei Lear, Auto de El-Rei Seleuco, O gaiato de Lisboa, O Morgado de Fafe, Os fidalgos da casa mourisca, Lição cruel, O Assassínio de Macário, Gabriel e Lusbel ou o Taumaturgo, O Papá Lebonard, O comissário de polícia, A madrinha de Charley, Lazaristas, A senhora da paz, etc. As peças A bisbilhoteira e A senhora ministra, onde obteve grande sucesso, foram expressamente escritas por Eduardo Schwalbach para Beatriz Rente. Representou na sua terra natal em quatro ocasiões, a 14 de julho de 1884, de 4 a 7 de julho de 1897, de 10 a 11 de julho de 1899 e em março de 1901, no velho Teatro Portalegrense. Apresentou-se ao público pela última vez com a peça O íntimo, merecendo os elogios da crítica.
Faleceu às 9 horas e meia de 17 de abril de 1907, no segundo andar do número 29 da Rua Anchieta, freguesia dos Mártires, em Lisboa, onde residia, aos 49 anos de idade, vítima de cirrose. O seu falecimento foi noticiado em todos os periódicos da capital, tendo ao seu funeral concorrido inúmeros colegas de profissão, amigos, admiradores e pessoas de todos os meios sociais. Como sentida homenagem os teatros de D. Maria II, Gymnasio e Trindade não funcionaram nos dias 17 e 18. Encontra-se sepultada em jazigo, no Cemitério dos Prazeres, em Lisboa.
Gomes Leal afirmou que Beatriz Rente foi uma das mais graciosas atrizes portuguesas da alta comédia e uma das mais encantadoras mulheres de Lisboa. Eram frequentes os elogios aos seus "mangíficos olhos", como afirmou Sousa Bastos, caracterizados num artigo da revista Illustração Portuguesa como "os mais lindos e velludosos olhos negros que têm brilhado nas fulgurantes constelações da arte scénica".
O seu nome faz parte da toponímia de Portalegre (Rua Beatriz Rente, freguesia da Sé).